# 艾哈邁德·穆罕默德
艾哈邁德·穆罕默德（Ahmed Mohamed，1996年4月8日—）是一名埃及射擊運動員，主攻10公尺空氣手槍項目。他曾獲得非洲射擊錦標賽男子10公尺空氣手槍冠軍。

## 外部連結
- ISSF （页面存档备份，存于）